# Reading (Pennsylvania)
Reading is een plaats (city) in de Amerikaanse staat Pennsylvania, en valt bestuurlijk gezien onder Berks County.

## Demografie
Bij de volkstelling in 2000 werd het aantal inwoners vastgesteld op 81.207.
In 2006 is het aantal inwoners door het United States Census Bureau geschat op 81.183, een daling van 24 (0.0%).

## Geografie
Volgens het United States Census Bureau beslaat de plaats een oppervlakte van
26,0 km², waarvan 25,4 km² land en 0,6 km² water. Reading ligt op ongeveer 98 m boven zeeniveau.

## Geboren in Reading (Penn.)
- Michael Constantine (1927-2021), acteur
- John Updike (1932-2009), schrijver
- Keith Haring (1958-1990), kunstenaar
- Megan Gallagher (6 februari 1960), actrice
- Jillian Murray (4 juni 1984), actrice
- Taylor Swift (13 december 1989), muzikante en actrice

## Plaatsen in de nabije omgeving
De onderstaande figuur toont nabijgelegen plaatsen in een straal van 8 km rond Reading.